# Cyperus vestitus
Cyperus vestitus là loài thực vật có hoa trong họ Cói. Loài này được Hochst. ex C.Krauss mô tả khoa học đầu tiên năm 1845.